# Partecipazio
Partecipazio – ród arystokratyczny, rodzina kupców weneckich, z której wywodziło się wielu dożów weneckich:
- Angelo Partecipazio 809–827
- Giustiniano Partecipazio 827–829
- Giovanni I Partecipazio 829–837
- Orso I Partecipazio 864–881
- Giovanni II Partecipazio 881–887
- Orso II Partecipazio 912–932
- Pietro Partecipazio 939–942